# Helianthemum canadense
Helianthemum canadense là một loài thực vật có hoa trong họ Nham mân khôi. Loài này được (L.) Michx. mô tả khoa học đầu tiên năm 1803.